# Ukrainas kommunistiska parti

Ukrainas kommunistiska parti (ukrainska:Комуністична партія України) är ett politiskt parti i Ukraina, lett av Petro Symonenko. Partiet bildades 19 juni 1993.
I parlamentsvalet den 29 mars 1998 fick partiet knappt 25% av rösterna och blev största parti i parlamentet, vid parlamentsvalet den 30 mars 2002 fick partiet 19,98% av rösterna och förlorade sedan dess väljarstöd fram till parlamentsvalet den 26 mars 2006 då partiet fick 3,66% och 21 platser i parlamentet.
I parlamentsvalet 2007 bröt kommunistpartiet förlusttrenden. Man fick då över 1 miljon röster, 5,39 % av rösterna och 27 mandat.

## Partiets valresultat

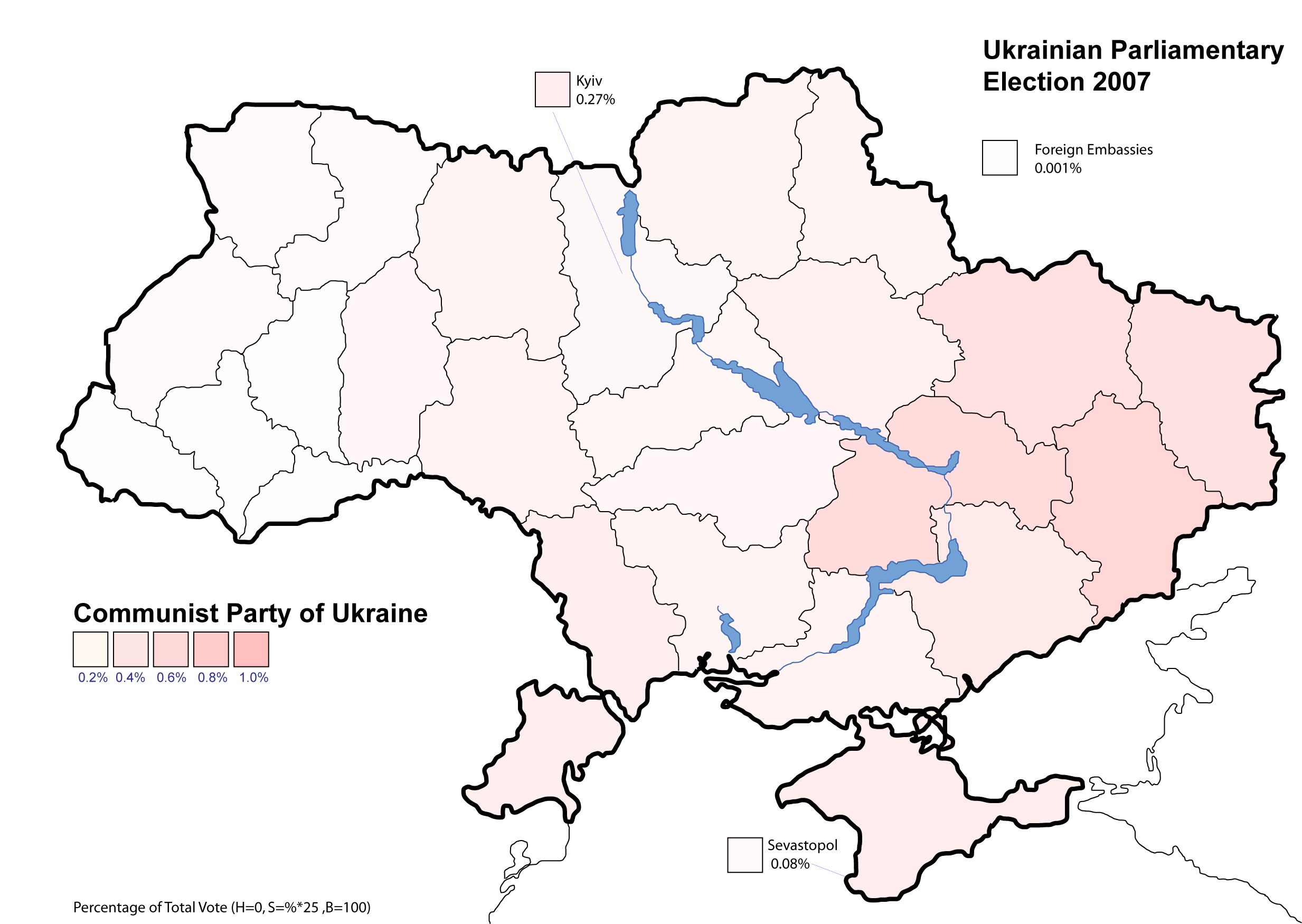
Kartan visar Ukrainas kommunistiska partis resultat (i procent av det totala antalet nationelle röster) i de olika regioner vid det senaste parlamentsvalet 2007.

| 1998 | Parlamentsval                  | ???        | 24,7  | 121 |
| 1999 | Presidentval (Petro Symonenko) | 5 849 077  | 22,24 | -   |
| 2002 | Parlamentsval                  | 5 178 074  | 19,98 | 66  |
| 2004 | Presidentval (Petro Symonenko) | 1 388 045  | 4,97  | -   |
| 2006 | Parlamentsval                  | 929 591    | 3,66  | 21  |
| 2007 | Parlamentsval                  | +1 000 000 | 5,39  | 27  |
| 2010 | Presidentval (Petro Symonenko) | 872 877    | 3,54  |     |